# Головний відділ безпілотних авіаційних систем «Фенікс» Державної прикордонної служби України
Головний відділ безпілотних авіаційних систем «Фенікс» (ГВ БАС «Фенікс») — підрозділ БАС, який входить до складу Луганського прикордонного загону імені Героя України полковника Євгенія Пікуса Державної прикордонної служби України. Створений під час повномасштабного вторгнення росіян до України з метою ефективного відбиття збройної агресії проти України. Є частиною президентського проєкту «Лінія Дронів», входить до складу очолюваних Робертом «Мадяром» Бровді Сил безпілотних систем.
Командиром ГВ БАС «Фенікс» є бойовий офіцер Герой України підполковник Дмитро Олексюк.

## Історія
ГВ БАС «Фенікс» бере свої початки з піхотного з'єднання, яке входило до складу Луганського прикордонного загону — 2-ї прикордонної комендатури швидкого реагування. У січні 2024 року очолюваний Дмитром Олексюком структурний підрозділ зайшов на ротацію на Бахмутський напрямок. Тут вперше в бойових умовах випробували себе окремі групи безпілотних авіаційних систем 2-ї ПрикКШР.
Наприкінці літа 2024 року було створено прикордонну комендатуру швидкого реагування розвідувально-ударних безпілотних авіаційних комплексів «Фенікс».
ПрикКШР РУБпАК «Фенікс» на чолі з комендантом Дмитром Олексюком виконувала бойові завдання одразу на кількох напрямках:
За підсумками 2024 року оператори БпЛА ПрикКШР РУБпАК «Фенікс» уразили понад тисячу російських військовослужбовців.
Станом на початок липня 2025 року оператори БпЛА підрозділу «Фенікс» уразили та знищили близько понад 2700 росіян, понад 100 танків, понад 205 одиниць бронетехніки, майже 100 мінометів, понад 280 гарматі, понад 1900 одиниць транспорту, понад 450 складів боєприпасів, понад 40 пунктів управління БпЛА.

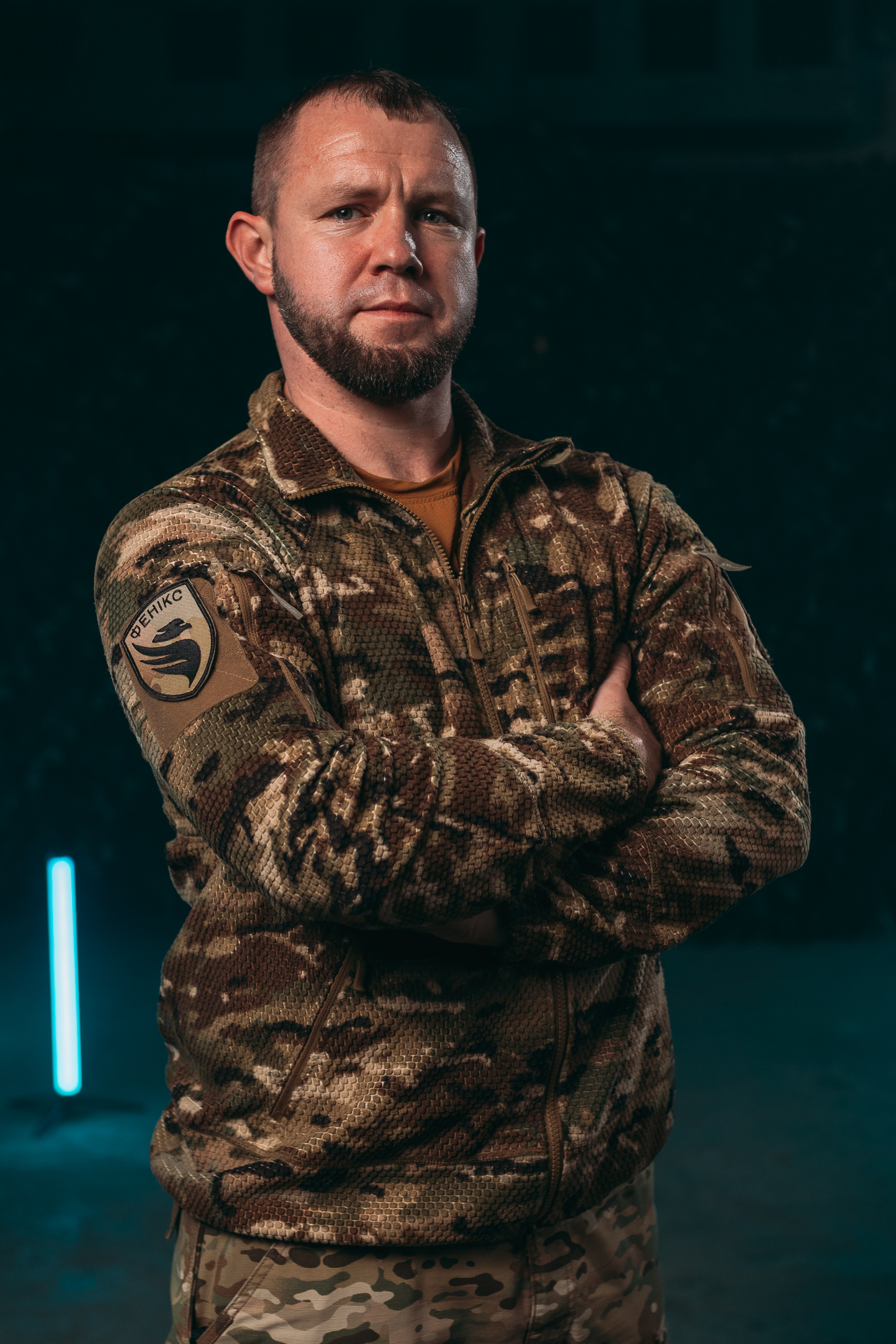
Олексюк Дмитро Михайлович

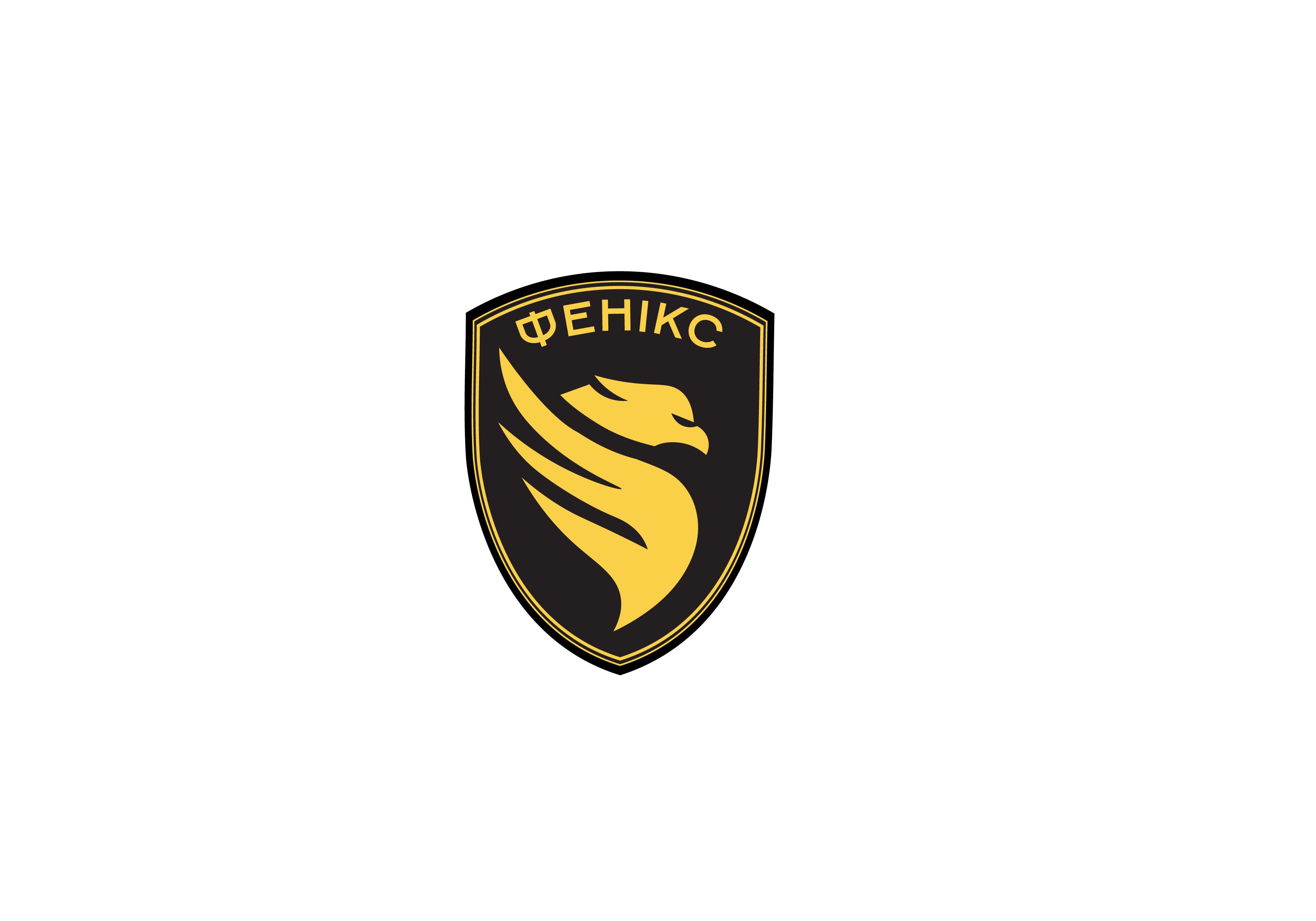
Основний логотип підрозділу «Фенікс»
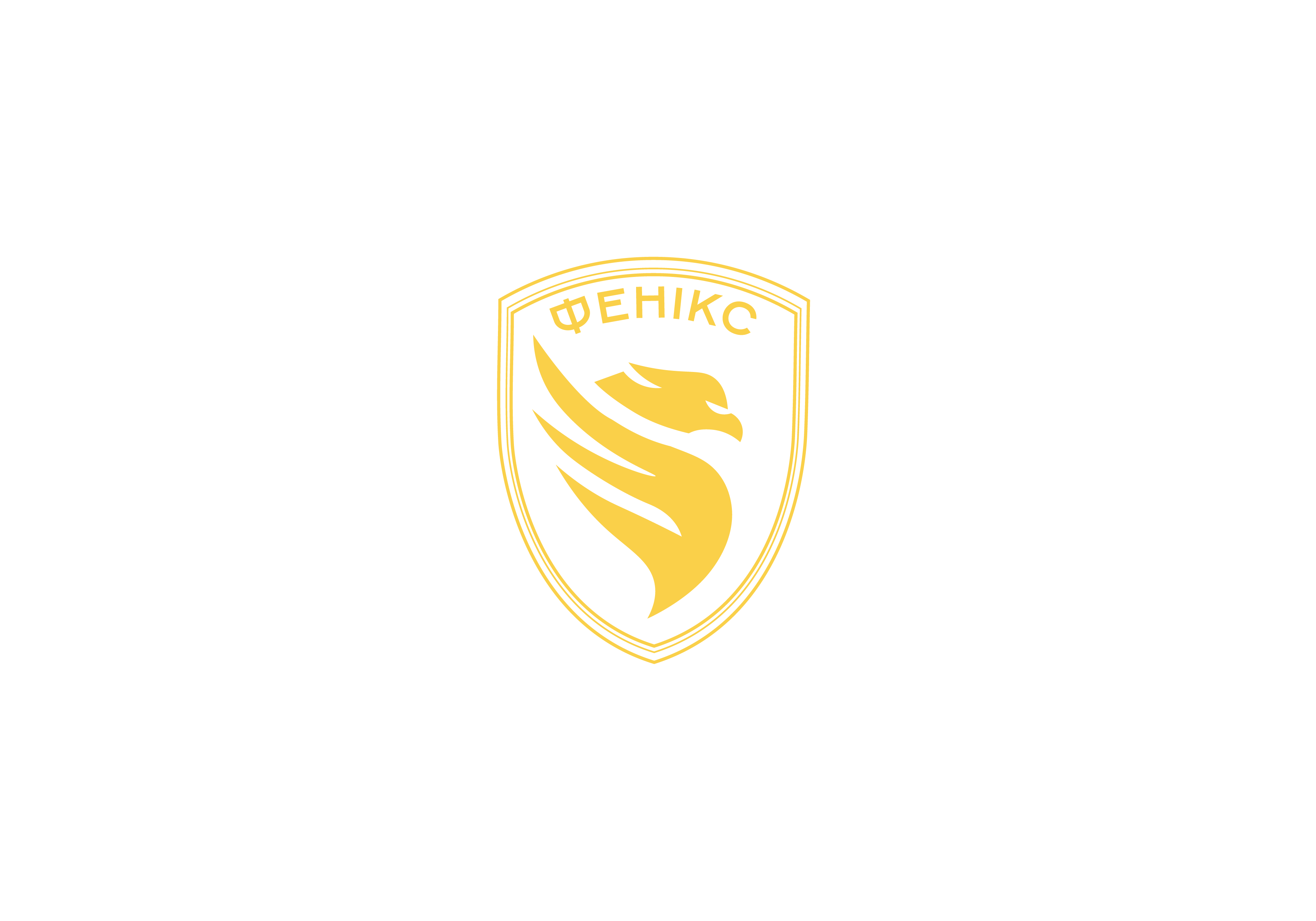
Логотип підрозділу «Фенікс» у жовтому варіанті
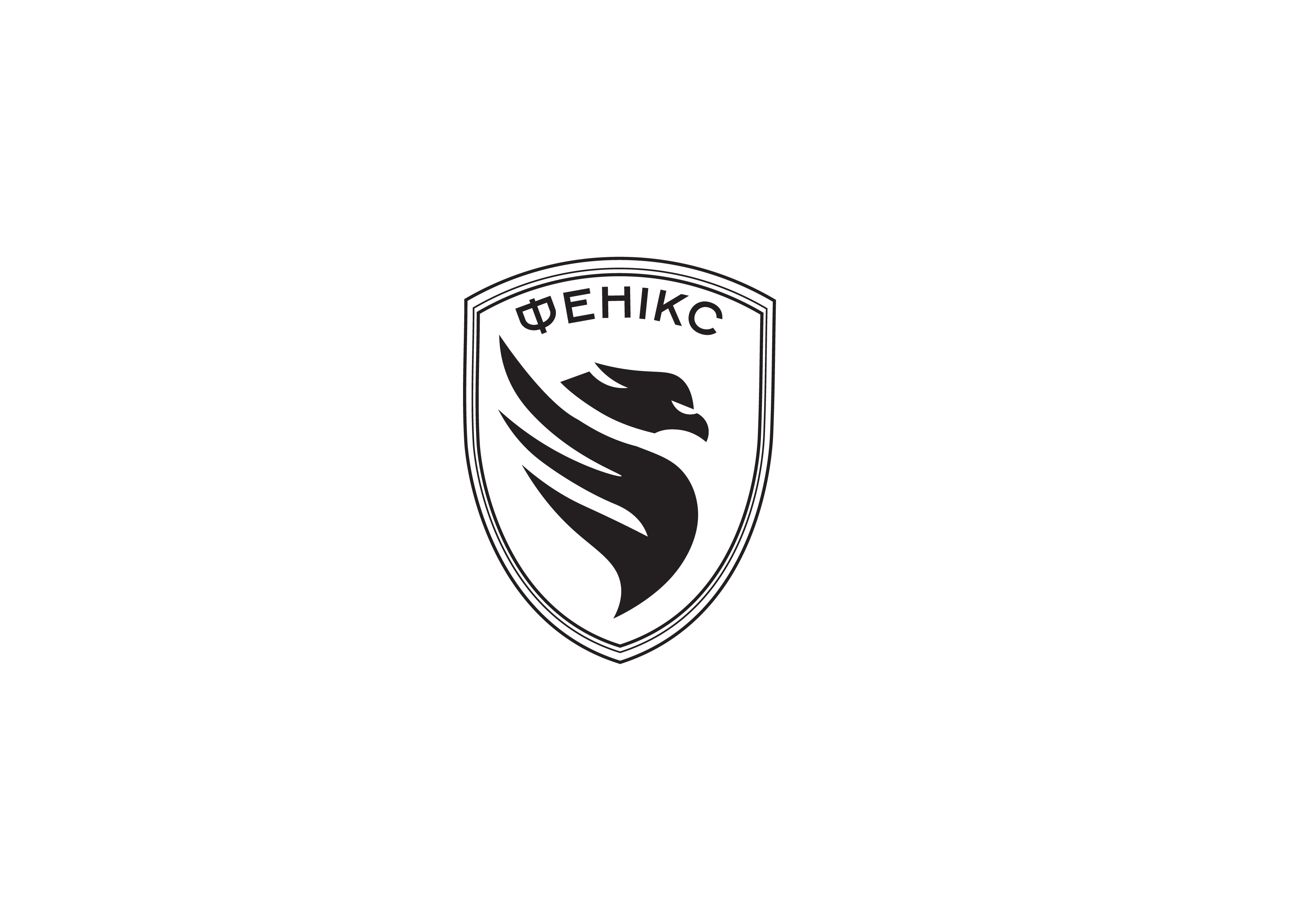
Логотип підрозділу «Фенікс» у чорному варіанті